# Liste der Naturdenkmale in Guldental
Die Liste der Naturdenkmale in Guldental nennt die im Gemeindegebiet von Guldental ausgewiesenen Naturdenkmale (Stand 7. März 2024).

## Naturdenkmale
| Nr.         | Bezeichnung           | Lage                                                                 | Beschreibung                                        | Bild                                    |
| ----------- | --------------------- | -------------------------------------------------------------------- | --------------------------------------------------- | --------------------------------------- |
| ND-7133-438 | Lettloch am Honigberg | westlich von Bad Kreuznach-Winzenheim; Flur Auf den Geldlöchern Lage | Feuchtwiese mit Tümpeln; flächenhaftes Naturdenkmal | Direkt Bild zu diesem Denkmal hochladen |